# Lingapura, Shimoga
Lingapura là một làng thuộc tehsil Shimoga, huyện Shimoga, bang Karnataka, Ấn Độ.